# Бубны (Смоленская область)
Бубны — деревня в Новодугинском районе Смоленской области России. Входит в состав Днепровского сельского поселения. По состоянию на 2007 год постоянного населения не имеет.
Расположена в северо-восточной части области в 15 км к западу от Новодугина, в 18 км западнее автодороги Р134 «Старая Смоленская дорога» Смоленск — Дорогобуж — Вязьма — Зубцов, на берегу реки Крупенская. В 20 км восточнее деревни расположена железнодорожная станция Новодугино на линии Вязьма — Ржев.

## История
В годы Великой Отечественной войны деревня была оккупирована гитлеровскими войсками в октябре 1941 года, освобождена в марте 1943 года.